# Fasizmus

A római fasces, amelynek nevéből a fasizmus kifejezés ered

A spanyol Falange jelképe

A fasizmus a radikális, tekintélyuralmi nacionalizmusnak a 20. század első felében Európa egy sor országában megjelent formája. Nevét az olasz változatáról, a legkorábban kialakult olasz fasizmusról kapta. A fasiszták az adott nemzet totalitárius állammá történő egységesítésére törekedtek a nemzeti közösség tömegeinek mozgósítása révén, az élcsapat szerepét betöltő pártra támaszkodva. A fasizmus ellenséges a liberális demokráciával, a marxista szocializmussal, a kommunizmussal szemben. A fasiszta mozgalmak közös vonásai az állam fontosságának messzemenő hangsúlyozása, az erős vezető iránti rajongás, a nacionalizmus legszélsőségesebb formái, a saját etnikum felsőbbrendűségébe vetett hit – ez leginkább a fasizmuson belül a német nemzetiszocializmusra volt jellemző –, valamint a katonai szellem eluralkodása a társadalomban. A fasizmus a politikai erőszak, a háború és a gyarmatosítás eszközeivel keresi a nemzeti megújulást és álláspontja szerint a felsőbbrendű népeknek, „fajoknak” életteret kell szerezniük a gyengébbekkel és alsóbbrendűekkel szemben.
A fasizmus ideológiája következetesen hangoztatja az állam elsődlegességének elvét. Benito Mussolini és Adolf Hitler egyaránt maguk személyesítették meg az államot és ennek alapján megkérdőjelezhetetlen hatalmat igényeltek és gyakoroltak. A fasizmus bizonyos elméleteket és terminológiát a szocializmustól kölcsönzött, de azzal ellentétben az emberi társadalmon belüli fő ellentéteket nem az osztályok között találta meg, hanem a nemzetek és az emberi „fajok” között. A gazdasági életben a vegyes gazdaság mellett szállt síkra, amelyben jelentős állami tulajdon és állami beavatkozás mellett nagy teret kapott a nemzeti tőke, beleértve a nagytőkét is. A nemzetgazdaságban az önellátásra és a függetlenségre helyezték a hangsúlyt, ehhez igénybe vették a protekcionizmus eszközeit is. A fasizmus fő ellenségének a szocializmust és a kommunizmust tekintette, de időnként kritikus volt a kapitalizmussal szemben is, egyfajta „harmadik utat” javasolva a kapitalizmus és a marxista szocializmus között. A fasiszta mozgalmak a nacionalizmus harcias, szélsőséges, soviniszta, idegengyűlölő formáját képviselték. A tipikus fasiszta állam militarista jellegű volt, a katonai fegyelem elemeit kiterjesztette a társadalmi élet minden területére, és nagy hangsúlyt fektetett az egyenruhákra, díszszemlékre, valamint a monumentális építészetre.
Az első fasiszta jellegű mozgalmak Olaszországban jelentek meg az első világháború idején, kombinálva a baloldali és jobboldali mozgalmi jegyeket, szembeszállva a szocializmussal, a kommunizmussal, a liberális demokráciával és számos esetben a hagyományos jobboldali polgári konzervativizmussal is. Bár a fasizmust hagyományosan a bal-jobb politikai paletta szélső jobboldalára helyezik, maguk a fasiszták és a kutatók egy része nem tartja megfelelőnek ezt a besorolást. A második világháború alatt és után a fasizmus már egyértelműen pejoratív értelmet kapott, ezért gyakorlatilag nem maradt olyan politikai párt, amely nyíltan fasisztának nevezné magát. A fasizmussal ideológiai rokonságot mutató szélsőjobboldali pártokat politikai ellenfeleik időnként neofasisztának nevezik.

## Etimológia
Az olasz eredeti fascismo szó a latin fasces szóból származik. A fasces, egy fejsze köré kötött vesszőnyaláb, az ókori római magisztrátus jelképe volt és tulajdonképpen az „egységben az erő” elvét szimbolizálta. Az ókori Rómában a lictorok hordozták és a magisztrátus parancsára testi fenyítésre vagy kivégzésre is használhatták. Az olasz nyelvben a fascio szó a céhekhez hasonló szervezeteket, egyleteket jelent.
Más országok fasiszta mozgalmai hasonló jelképeket választottak maguknak. A spanyol Falange jelvényén például öt nyílvesszőt fogott egybe egy járom.

## Definíciók
Történészek, politológusok és más társadalomtudósok évtizedek óta vitatják a fasizmus különböző meghatározásait. A téma a 21. században is fennálló napi politikai összefüggései miatt túlzottan érzékeny ahhoz, hogy belátható időn belül akár csak túlnyomórészt egységes álláspontok kikristályosodására lehetne számítani. A nemzetközi vita azonban mégis felszínre hozott számos olyan elemet, amelyben nagyfokú egyetértés alakult ki.
Roger Griffin oxfordi fasizmus-kutató meghatározása szerint a fasizmus olyan politikai ideológia, amelynek fő elemei a nemzeti újjászületés mítosza, a populista ultra-nacionalizmus és a dekadencia mítosza. A két háború közötti időszakban ez az ideológia egy elit-vezetésű, de populista, felfegyverzett tömegpárt formájában manifesztálódott, amely a szocializmus és a liberalizmus ellenében határozta meg magát és céljául tűzte ki a nemzet megmentését a dekadenciától.
Az egyik legegyszerűbb használható definíciót Umberto Eco alkotta meg, aki szerint a fasizmus a nacionalista autoriter rezsimek gyűjtőneve. Ehhez szorosan kötődik a tömegmanipuláció, vezérkultusz, idegenellenesség, nacionalizmus, hatalomkoncentráció, az igazságszolgáltatás és sajtó központi irányítása, a tudományok megvetése.
A fasizmus diktatúrának számított ugyan, de nem teljes mértékben totalitáriusnak, nem azért, mert elnéző volt, hanem mert ideológiája gyenge filozófiai lábakon nyugodott. A közhiedelemmel ellentétben, az olasz fasizmusnak nem volt filozófiája.
A fasizmus – Emilio Gentile a fasizmus olasz kutatója véli így – a totális diktatúra és a korporatív gazdasági-társadalmi berendezkedés együttese (mindkettő a totális rendszerek jellemzője, bár a korporativizmus modern, nem autokratikus-állami formája gyakorlat Németországban). Roger Griffin viszont mellőzi a fasizmusra adott definíciójában a korporativizmust.
Emilio Gentile a fasizmus 10 fontos alkotórészét különbözteti meg:
- 1) Különböző rétegekből származó tagságú tömegmozgalom, amelynek azonban mind a vezetésében, mind a tagságában dominálnak a középosztályból származó tagok, akik általában frissen kapcsolódtak be a politikai tevékenységbe; szervezett párt-milícia, amely identitását nem társadalmi helyzetére, hanem a bajtársiasságra alapozza, és a társadalom újjáteremtésére irányuló elhivatottságot érez; harcban állónak tekinti magát politikai ellenfeleivel szemben a politikai hatalom teljességének megragadásáért, a terror eszközeit is felhasználva, hogy egy új rendszert hozzon létre, amely felszámolja a parlamenti demokráciát.
- 2) Ideológiája „anti-ideológia”, pragmatikus, magát materializmus-ellenesnek, individualizmus-ellenesnek, antiliberálisnak, antidemokratikusnak, antimarxistának deklarálja, tendenciájában populista és antikapitalista; inkább érzelmileg, mint elméletileg fejezi ki magát, új politikai stílust hoz létre mítoszokkal, rítusokkal, jelképekkel, mintegy világi vallás formájában, amelynek célja a tömegek akkulturációja, szocializációja, hitének integrálása egy „új embertípus” létrehozása érdekében.
- 3) Miszticizmuson alapuló kultúra, az élet értelmének tragikus és aktivista felfogása, a hatalom akarásának manifesztációja, a történelmet alkotó ifjúság mítosza, a politika, mint életmodell és közösségi aktivitás végletes militarizációja.
- 4) A politika elsődlegességének totalitárius felfogása, a nemzetnek, mint az egyének és tömegek misztikus, erkölcsi fúziójának a felfogása, az ezen a közösségen kívül álló emberek elleni személyeknek, mint a rezsim ellenségeinek, vagy alsóbbrendű fajokként való meghatározása, diszkriminációja és üldözése.
- 5) A nemzeti közösség iránti önkéntes, fegyelmezett és totális odaadás polgári etikája, férfiasság, bajtársiasság és harci szellem.
- 6) Egyetlen állampárt, amelynek feladata a nemzet fegyveres védelme, a vezető káderek kiválasztása, a tömegek állandó érzelmi mozgósítása.
- 7) Az ellenzéki fellépések, eltérő törekvések feltárására és akár szervezett terrorral történő felszámolására létrehozott rendőri apparátus.
- 8) Felülről kinevezett személyekből álló politikai hierarchia, amelyet egyszemélyi vezető koronáz meg, akinek a személyét szent karizma övezi, aki végső soron a párt és a rezsim minden tevékenységét irányítja és koordinálja.
- 9) A gazdaság korporatív elvek mentén történő megszervezése, a szakszervezeti tevékenység elnyomása, az állami beavatkozás fokozatos kiszélesítése annak érdekében, hogy a gazdaság „produktív ágazatai” a technokrácia és a szolidaritás elvei alapján működjenek együtt az rezsim ellenőrzése alatt, a rezsim hatalmi céljainak elérése érdekében, de megőrizve a magántulajdont és az osztálykülönbségeket.
- 10) A nemzeti hatalom nagyságának mítosza által inspirált külpolitika, imperialista expanzió.

Stanley Payne a fasizmus jellemzőit a következő három csoportra osztja: ideológia és célok, tagadások, stílus és szervezet.
- A. Ideológia és célok:
  - Idealista és voluntarista filozófia, kísérlet egy modern, önálló, szekuláris kultúra megteremtésére.
  - Új típusú nacionalista tekintélyuralmi állam megteremtése
  - Erőteljesen szabályozott, integrált nemzeti gazdasági struktúra megteremtése, nemzeti korporatista nemzeti szocialista vagy nemzeti szindikalista néven.
  - Az erőszak és a háború dicsőítése, hajlandóság az alkalmazásukra.
  - Expanziós törekvések, birodalmi célok, a nemzet külkapcsolatainak alapvető átalakítása
- B. A fasiszta tagadások:
  - Antiliberalizmus
  - Antikommunizmus
  - Antikonzervativizmus (azzal, hogy a fasiszta csoportok hajlandóságot mutatnak időleges szövetségek kötésére, elsősorban jobboldali szervezetekkel).
- C. Stílus és szervezet:
  - Törekvés a tömegek mozgósítása, a politikai viszonyok és stílus militarizálása, törekvés egy tömeges, felfegyverzett pártmilícia létrehozására.
  - A gyűlések, jelképek, politikai liturgia külső képének erőteljes hangsúlyozása, érzelmi és misztikus szempontok előtérbe helyezése.
  - A férfiasság, a férfiuralom kiemelése, a társadalom erősen organikus szemlélete mellett.
  - Az ifjúság dicsőítése, a generációk közötti konfliktusok hangsúlyozása, legalábbis a mozgalom kezdeti szakaszában.
  - A tekintélyuralmi, karizmatikus, egyszemélyi vezetés hangsúlyozása, függetlenül attól, hogy az adott vezető miképpen került hatalomra.

Paxton szerint a fasizmus a olyan politikai tevékenység, amely végletes mértékben foglalkozik a közösség hanyatlásával, megaláztatásával, áldozattá válásával, és ezt kompenzálni igyekszik az egység, az erő, a tisztaság kultuszának ápolásával, elkötelezett militáns nacionalista tömegpárt segítségével, amely súrlódásokkal bár, de együttműködik a hagyományos elitekkel, elveti a demokráciát, és megváltó erőszak révén, etikai vagy jogi korlátok nélkül, törekszik a belső megtisztulásra és a külső terjeszkedésre.
A fasizmus közös definíciója a tényezők három csoportján alapulhat:
- A fasiszta tagadások, azaz az antiliberalizmus, antikommunizmus és az antikonzervativizmus.
- Nacionalista, tekintélyuralmi célok, szabályozott gazdasági struktúra kialakítása, modern, önálló kultúra létrehozása.
- A romantikus szimbolizmuson, a tömegmozgósításon, az erőszak pozitív felfogásán, a férfiasság és ifjúság kidomborításán, karizmatikus vezetésen alapuló politikai esztétika.[15]

Umberto Eco sok fontos jellemzőt sorolt fel, amelyből ha több megvan, fasizmusról beszélhetünk:
1. hagyománykultusz, visszatérés az aranykorba, a dicső múltba nézés, mindehhez a modernizmus, a liberalizmus és felvilágosodás elvetése szükséges;
2. a vallás vagy legalábbis valamilyen okkultista pótlék beemelése a nemzeti politikába;
3. a cselekvés kultusza – mindegy, hogy mit lép a politikus, de ne látsszon döntésképtelennek;
4. az egyet nem értés megbélyegzése, az ellenzék általános hazaárulónak minősítése, ezzel a nemzetfogalom kisajátítása;
5. félelmek generálása, általában az idegengyűlölet tudatos erősítése;
6. az ellenzék idegenszívűnek minősítése és minden ellenzéki kísérlet államrenddel szembeni fellépésnek titulálása;
7. a külső és belső ellenség szerepének, hatalmának és céljainak felnagyítása, torzítása, amiket általában összeesküvés-elméletekkel oldanak meg, ám a kijelölt ellenség mindig kevés reális veszélyt jelent, különben fennáll a veszély, hogy visszaüt;
8. „a küzdelemért él és nem az életért küzd”, a lényeg a háborús hangulat, a mozgósítás, amivel a híveket ugrásra készen lehet tartani;
9. „tömegelitizmus”, azaz populista és elitista egyszerre, élen a Vezérrel;
10. hősiesség kultusza;
11. szexizmus, a fasiszta rendszer hangsúlyozza a „férfiasságát”, miközben a nők szerepe a családra redukálódik;
12. közösségelvűség akár az egyéni szabadságjogok teljes elvetésével, ám a közösség érdekeit egy szűk kör nyilatkoztatja ki;
13. a fasiszta rendszer mindig a többség akaratára hivatkozik, minden ellenérvet erővel söpör le az asztalról;
14. a parlamentarizmus elvetése, mivel a többség akaratának érvényesítéséhez elegendő egy szűk uralkodó réteg, ami ismeri a tömegigényeket és ki is elégíti azokat.

## A fasizmus fogalmának tartalma
A fasizmus fogalma eleinte csak az olasz fasizmust jelentette, majd a külföldi utánzóit is Európa számos országában, később pedig az Adolf Hitler által kiépített rendszert, majd a második világháborúban Németországot és szövetségeseit is. A kutatók egy része azt emeli ki, hogy az olasz fasizmus és a nemzetiszocializmus lényegesen különbözik egymástól. Az egyes fasiszta áramlatok, mozgalmak különbözőségeit hangsúlyozó történészek álláspontját szingularizálónak, az azonosságokat előtérbe helyezőket (akik a döntő többséget alkotják) generalizálónak is nevezik. A köztük lévő ellentétet a minimális hasonlóság elve hivatott feloldani, aminek egyik pillére a maguk a szóban forgó szervezetek által vallott rokonság, a másik pedig a szervezeti és gondolati azonosságok sora, amelyek ezeket a szervezeteket elkülönítik a kor egyéb társadalmi mozgalmaitól, a konzervatív, liberális vagy marxista szervezetektől.
Ezek a közös vonások:
- vezérelv
- új civilizáció építésének akarata
- a hatalom kultusza
- elit- és küldetéstudat
- militarista színezetű mozgalom
- az ifjúság dicsőítése, juvenalizmus
- etatizmus, az állam szerepének abszolutizálása
- a forradalmiság és a tradicionalizmus sajátos keveréke
- rasszista jegyeket viselő szélsőséges nacionalizmus
- antimarxizmus
- imperialista, birodalom-építő hódító, terjeszkedő törekvések.

Ha ezek a jegyek együttesen megtalálhatók, akkor nagy valószínűséggel fasizmusról van szó. Bizonytalansági tényező azonban mindig lesz, ahogy határesetek is, de ezt el kell fogadni, ha meg akarjuk határozni a fasizmus fogalmát.

### A fasizmus, a nemzetiszocializmus és a hungarizmus azonosságai és különbségei
A nemzetközi és a magyar történész-szakma túlnyomó többsége, pártállástól függetlenül, a fasizmus fogalmát átfogóan értelmezi, amelybe beletartozik az olasz fasizmus és a német nemzetiszocializmus, mint ennek az ideológiának a két legkifejlettebb formája, valamint egy sor más európai ország szélsőjobboldali mozgalmai és ideológiái, amelyek kisebb-nagyobb mértékben hasonló vonásokat mutattak fel saját gyökerekből táplálkozva vagy az olasz és német példát követve. Ezek közé tartozik a hungarizmus is.
Ezzel a többségi véleménnyel szemben maguk a szélsőjobboldali ideológusok közül sokan határozottan ellenzik ezeknek az eszmerendszereknek az azonosítását. Tudós-Takács János, a magyar hungarizmus ismert képviselője Benito Mussolini műveinek magyar kiadásához írt utószavában részletesen foglalkozik e három mozgalom azonosságaival és különbségeivel. Eszerint mindhárom mozgalom alapvető vonása a bolsevizmus és a liberalizmus elleni harc, a többségi demokrácia, a többpártrendszer teljes elutasítása és a vezéri elv alkalmazása. Mindhárom mozgalom materializmus-ellenes, spiritualisztikus világnézet, amely elveti a haszonelvűséget és az élvhajhászást, ehelyett a hősi életszemléletet hirdeti.
Tudós-Takács összefoglalója a különbségeket abban határozza meg, hogy a(z olasz) fasizmus központi gondolata az állam, mégpedig azért, mert Olaszország állami egysége a dicső római birodalmi múlt után csak a 19. század végén állt helyre. A német nemzetiszocializmus eszmerendszerének fő eleme a faj, mert Adolf Hitler Bécsben és Németországban egyaránt személyesen tapasztalta a zsidóság kártékony szerepét. Magyarországnak a legfőbb problémája a Kárpát-medencében élő 14 „népszemélyiség” egy nemzetté integrálása volt, ezért Szálasi Ferenc hungarizmusának vezérlő eszméje az „élet- és sorsközösséget hordozó nemzet” volt (beleértve az együtt élő nemzetiségeket is az előbbiek szerint).

## A fasizmus elhelyezése a politikai bal-jobb spektrumon
A fasizmust általában szélsőségesen jobboldali politikai áramlatként határozzák meg, bár néhány szerző szerint nehéz az elhelyezése a konvencionális bal-jobb politikai spektrumon. A fasiszta ideológia létrejöttére hatással voltak mind baloldali, mind jobboldali, konzervatív, és anti-konzervatív, nemzeti és nemzetek feletti, racionális és irracionális eszmék. Számos történész úgy tekinti a fasizmust, mint egy forradalmi centrista doktrínát, amely a bal- és jobboldali filozófia elemeit keveri. A fasizmust az első világháború idején alapították Olaszországban nemzeti szindikalisták, akik bal- és jobboldali politikai nézeteket kombináltak. Az olasz fasizmus az 1920-as évek elején a politikai jobboldal felé mozdult el.
A fasizmust a történészek általában azért tekinti jobboldalinak, mert társadalmi konzervativizmusa és tekintélyuralmi beállítottsága tagadja a társadalmi egyenlőséget. Minél inkább tekinti valaki az emberek egyenlőségét kívánatosnak, annál inkább balra kerül kerül a politikai spektrumban, és ellenkezőleg, minél inkább elkerülhetetlennek vagy éppen kívánatosnak tartja egy ember az egyenlőtlenséget az emberek között, annál inkább a jobboldalra kerül. A fasizmus ideológiájának egyik legfontosabb eleme, a felsőbbrendű emberek jogának elismerése az uralkodásra, valamint a társadalomnak az alsóbbrendű elemektől való megtisztítása szükségességének hangoztatása nyilvánvalóan szélső jobboldali jellegzetesség. Az olasz fasizmus önmeghatározása szerint a társadalomban és a politikában, csakúgy, mint a természetben érvényesül „az emberek változhatatlan, termékeny, és jótékony egyenlőtlensége”. A fasizmus demokrácia-ellenes, mert „az alantas demokrácia képes kioltani minden finomabb kultúrát, minden magasabb rendet.”
Benito Mussolini 1919-ben a fasizmust úgy határozta meg, hogy ez a mozgalom küzd a jobboldal elmaradottsága és a baloldal rombolása ellen. Később maguk az olasz fasiszták határozták meg jobboldalinak magukat „A fasizmus doktrínája” elnevezésű politikai programjukban: „Ez a század a tekintély évszázada, egy jobbra hajló évszázad, egy fasiszta évszázad”. Mussolini maga azonban kifejtette, hogy a jobb- és baloldal megkülönböztetése nem lényeges kérdés: „Bár a jobboldalon helyezkedünk el, ülhetnénk a közép magas hegyén is... Ezeknek a szavaknak nincs állandó értelmük, függenek a helytől, időtől és korszellemtől. Nem törődünk az üres terminológiával és megvetjük azokat, akik megrémülnek ezektől a szavaktól.
Számos különböző fasiszta mozgalom igyekezett magát „harmadikutasként”, a tradicionális politikai spektrumon kívül állónak beállítani. José Antonio Primo de Rivera, a spanyol Falange vezetője ezzel kapcsolatban kijelentette: „A jobboldal alapvetően a fennálló struktúrák megőrzését akarja, bár azok igazságtalanok, a baloldal pedig fel akarja forgatni ezt a rendszert, akkor is, ha ezzel sok kárt okoz.”

## Afasisztajelző mint politikai szitokszó
A második világháború során a tengelyhatalmak ellenfelei, az antifasiszta ellenállás hívei háborús propagandájának nyomán a „fasiszta” szó egyre inkább pejoratív jelzővé vált, amelyet gyakran a tényleges fasiszta áramlatoknál sokkal szélesebb értelemben használtak. George Orwell már 1944-ben azt írta, hogy a „fasiszta” szó teljesen elvesztette értelmét, csaknem minden angol elfogadná a mondjuk a gazember szóval való azonosságát. Richard Griffiths 2005-ben azt írta, hogy a „fasizmus” a legjobban elkoptatott szavak közé tartozik.
A „fasiszta” jelzőt mint politikai szitokszót az antikommunisták bevetették a kommunizmus elleni propaganda-harcban is, valamint a kommunisták és az államszocialista országok is gyakran használták vitáik során egymás megbélyegzésére. John Edgar Hoover számos alkalommal szólt a „vörös fasizmusról”. A kínai és a szovjet kommunisták is fasizmussal vádolták egymást a szovjet-kínai ellentétek kiéleződésének korszakában.
Lásd még: Náci kártya.

## Története

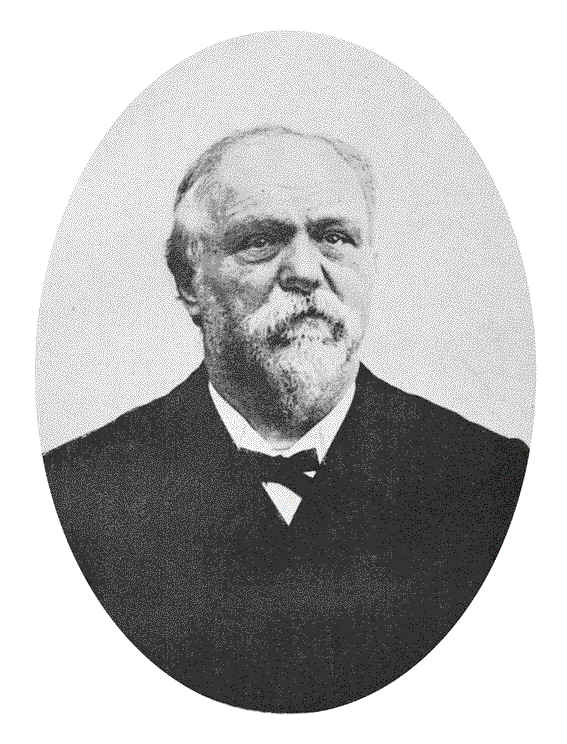
Georges Sorel

### Előzmények – „századvégi hangulat” a 19. század végén, Charles Maurras és George Sorel elméletei (1880–1914)
A fasizmus ideológiai gyökerei az 1880-as évekig vezethetők vissza, különösen a korszak fin de siècle (századvégi) társadalmi hangulatához. A kor fő témái a materializmus, racionalizmus, pozitivizmus, a polgári társadalom és a demokrácia elleni lázadás voltak. Ez a generáció az érzelmekre, emóciókra, az irracionalizmusra, szubjektivizmusra és a vitalitásra helyezte a hangsúlyt. Úgy tekintettek a civilizációra, mint ami válságban van és teljes megújulásra szorul. E gondolati iskola szerint az egyéneket mindenképpen egy közösség részének kell tekinteni, amely nem állhat mindössze különálló tagjainak számszerű összegéből. Elvetették a liberális társadalom racionális individualizmusát és a társadalmi kapcsolatok felbomlását a burzsoá társadalomban.
A „századvégi hangulat” egy sor tudományos eredmény közvetett hatását is mutatta. Ilyen volt a darwinizmus, Richard Wagner esztétikája; Arthur de Gobineau fajelmélete, Gustave Le Bon pszichológiája és Friedrich Nietzsche, Dosztojevszkij és Henri Bergson filozófiai munkássága. Széles körben elfogadásra talált a szociáldarwinizmus. ami nem tett különbséget a biológia és a társadalom között, és az emberek között is érvényesnek tartotta a létért való küzdelem elméletét. A szociáldarwinizmus tagadta a pozitivizmus állítását arról, hogy az emberek viselkedése saját racionális választásuk eredménye, ehelyett az öröklésre, a fajra és a környezeti hatásokra helyezte a hangsúlyt. Az emberek biológiai hovatartozásának jelentőségét kiemelve ez az elmélet táptalaja volt a szélsőséges nacionalizmusnak. Az új társadalom- és politikai pszichológiai elméletek elvetették azt a gondolatot, hogy az emberi viselkedést a racionális döntések irányítják, szerintük az érzelmek nagyobb szerepet játszanak a politikában mint a racionalitás. Nietzsche kijelentése, miszerint „Isten halott” egybeesett a kereszténység, a demokrácia és a modern kollektivizmus „nyájszelleme” elleni támadással; a felsőbbrendű emberről, az Übermensch-ről alkotott koncepciója, a hatalom akarásának ősi ösztönként való ábrázolása nagy hatással voltak a századvég generációjának sok tagjára. Bergson tana az életerőről, az életösztönről a marxista materializmus és determinizmus ellen irányult.
Gaetano Mosca a The Ruling Class (1896) című munkájában fejtette ki azt az elméletét, hogy minden társadalomban egy „szervezett kisebbség” uralkodik egy „szervezetlen többség” felett. Eszerint csak két társadalmi osztály létezhet, az „irányítók” és az „irányítottak”.
Ebben a korban az elméletben és a gyakorlatban egyaránt népszerű anarchizmus is szerepet játszott a fasizmus kialakulásában. Mihail Alekszandrovics Bakunyin elmélete a közvetlen akció fontosságáról, mint a politika első számú eszközéről, beleértve a forradalmi erőszakot is, népszerűvé vált a fasiszták körében, akik teljesen magukévá tették azt.
Charles Maurras, a francia nacionalista és monarchista elméleti munkássága is a fasizmus gyökereihez tartozik. Maurras az általa kreált „integrális nacionalizmus” híve volt, ami a nemzet szerves egységét propagálta. Szerinte egy erőteljes uralkodó a nemzet ideális vezetője. Bizalmatlan volt a „népakarat demokratikus misztifikációja” iránt.
Georges Sorel, a francia forradalmi szindikalista munkássága is nagy hatással volt a fasizmus elméletének kialakulására. Ő egyesítette az anarchista és a szindikalista tanokat az anarchoszindikalizmus áramlatába. Sorel támogatta a politikai erőszak legitimálását a „Gondolatok az erőszakról” című (1908) és más munkáiban. Hangoztatta egy „politikai vallás” megteremtésének szükségességét. „A haladás illúziója” című könyvében a demokráciát reakciósnak bélyegezte, kijelentve, hogy semmi sem arisztokratikusabb, mint a demokrácia. 1909-re, a francia szindikalisták kudarcot vallott általános sztrájkja után Sorel és követői elhagyták a radikális baloldalt és a radikális jobboldalhoz csatlakoztak, ahol megpróbálták nézeteiket egyesíteni a militáns katolicizmussal és a köztársaság-ellenes francia patriotizmus híveivel, akiket az ideális forradalmároknak tekintettek. A marxistaként indult Sorel 1910-re végleg szakított a marxizmussal és 1914-ben kijelentette, hogy „a szocializmus halott” a „marxizmus felbomlása miatt”. Sorel maga is Maurras nacionalizmusának híve lett 1909-ben. Maurras a maga részéről érdekelt volt abban, hogy egyesítse nacionalista eszméit Sorel szindikalizmusával a demokrácia ellenében. Maurras híres kijelentése szerint "a demokrata és kozmopolita elemektől megszabadított szocializmus olyan jól illeszkedik a nacionalizmushoz, mint egy jó kesztyű egy gyönyörű kézre.
Maurras nacionalizmusának és Sorel szindikalizmusának egyesítése nagy hatással volt a radikális olasz nacionalista Enrico Corradinira. Corradini kifejtette, hogy szükség van egy nacionalista-szindikalista mozgalomra, amelyet az arisztokrata elit olyan tagjai vezetnek a demokrácia elleni szellemben, akik a forradalmi szindikalistákhoz hasonlóan elkötelezettek a közvetlen akció és a harc iránt. Corradini Olaszországot „proletár nemzetként” jellemezte, amelynek imperialista célokat kell követnie, hogy szembeszállhasson a „plutokrata” franciákkal és britekkel. Corradini nézetei jól illeszkedtek az Olasz Nacionalista Szövetség (Associazione Nazionalista Italiana, ANI) nézeteihez, miszerint Itália gazdasági elmaradottságának az oka a politikai osztály korruptságában, a liberalizmusban, és a „gyalázatos szocializmusban” keresendők. Az ANI szoros kapcsolatokat ápolt a konzervatívokkal, katolikusokkal és az üzleti körökkel.

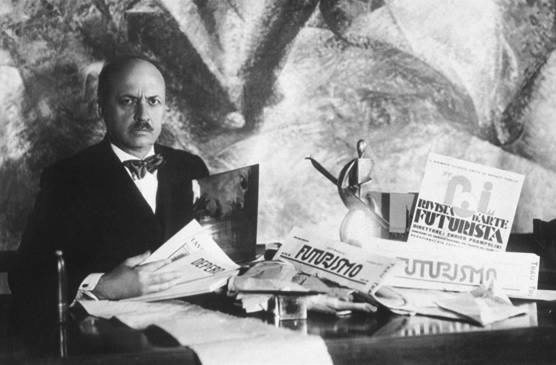
Marinetti, a Futurista kiáltvány (1908) szerzője és a Fasiszta kiáltvány (1919) társszerzője

Az olasz nemzeti szindikalisták elutasították a polgári értékeket, a demokráciát, a liberalizmust, a marxizmust, az internacionalizmust és pacifizmust; síkra szálltak a hősiesség, a vitalizmus, azaz a filozófiai értelemben vett életerő és az erőszak mellett. Az ANI szerint a liberális demokrácia már nem volt összeegyeztethető a modern világgal, helyette erős, imperialista államot szorgalmazott, mivel az ember természettől fogva ragadozó természetű, ezért a nemzetek folyamatos harcban állnak, amiben csak az erősebb biztosíthatja a túlélését.
A futurizmus olasz művészeti-kulturális irányzatát, amely korai szakaszában kimondottan politikai kérdésekkel is foglalkozott, Filippo Tommaso Marinetti, az 1908-as Futurista kiáltvány szerzője alapította. Álláspontja szerint a modern politikai akció elkerülhetetlen része a politikai erőszak. Megvetette és elutasította a liberalizmust, a hagyományos demokráciát és a parlamentáris politikát. Meghirdette a demokrácia futurista koncepcióját, miszerint a futuristák képesek lesznek irányítani az alkotó munkát; az őket követő tömegek nem a középszerű emberek tehetetlen tömegei lesznek, mint ahogy az Németországban vagy Oroszországban látható volt szerinte.
A futurizmus nagy hatással volt a fasizmusra azzal, hogy hangsúlyt helyezett az életerő, az erőszakos politikai akció fontosságára és a háborút a modern civilizáció szükségszerű velejárójának tartotta. Marinetti síkraszállt a fiatal férfiak fizikai képzése mellett, kijelentve, hogy a fiúk képzésében a testedzésnek meg kell előznie a könyvek olvasását, és pártolta a nemek megkülönböztetését ezen a téren. Véleménye szerint a nőies érzékenységnek nem szabad behatolnia a férfiak nevelésébe, mert az utóbbinak „élénknek, harciasnak, izmosnak és erőszakosan dinamikusnak” kell lennie.

### Az első világháború és utóhatásai (1914–1929)

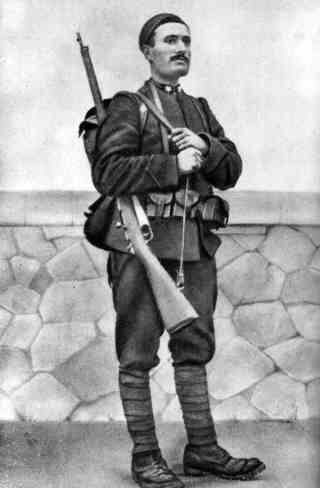
Benito Mussolini 1917-ben, mint az első világháború katonája

Az első világháború kitörésekor az olasz baloldal erősen megosztott volt a háborút illetően. Az Olasz Szocialista Párt internacionalista alapon ellenezte a háborút, de a forradalmi szindikalisták közül sokan támogatták azt azzal, hogy a Németország és Ausztria-Magyarország reakciós rezsimjei elleni küzdelem segíti a szocializmus ügyét. Corradini is amellett érvelt, hogy Olaszországnak, mint „proletár nemzetnek” le kell győznie a reakciós Németországot. Az olasz fasizmus gyökerei erre a véleménykülönbségre vezethetők vissza. Angelo Oliviero Olivetti alakította meg az első háború-párti „fasci” szövetséget, a Fasci d'Azione Internazionalista azaz az internacionalista akció szövetségét 1914 októberében. Benito Mussolini antant-párti állásfoglalást tett közzé a Szocialista Párt központi lapjában, az Avantiban, ezért elmozdították főszerkesztői posztjáról. 1914 novemberében a Szocialista Párt – nagy viták után – kizárta a tagjai sorából. Mussolini ezután egy külön fascit, szövetséget hozott létre. A fasizmus szót először 1915-ben használták Mussolini szervezetének, a Fasci d'Azione Rivoluzionaria (Forradalmi Akció Szövetségei) tagjai.
Mussolini a szocialistákat dogmatizmussal vádolta, 1914 decemberében a szocialista pártot amiatt bírálta, hogy ragaszkodik a szerinte már elavult marxizmushoz. Készített egy listát az általa csodált szocialista személyiségekről, akik közé sorolta Mazzinit, Pierre-Joseph Proudhont, Bakunyint, Charles Fouriert, és Claude Henri de Rouvroy de Saint-Simont. Velük ellentétben Marxot az általa már nem kedvelt szocialisták közé sorolta. A Fasci d'Azione Rivoluzionaria nevű szervezetének első ülését 1915. január 24-én tartották. Ez alkalommal Mussolini kijelentette, hogy Európának meg kell oldania Olaszország nemzeti problémáit, beleértve a határok kérdését is. Mussolini első kísérletei tömeggyűlések tartására sikertelenek voltak, rendezvényeit mind a hatóságok, mind a szocialisták megzavarták. A háborúba való belépést pártoló csoportok, köztük Mussolini hívei, és az anti-intervencionista szocialisták közötti viták erőszakos összecsapásokba torkollottak.

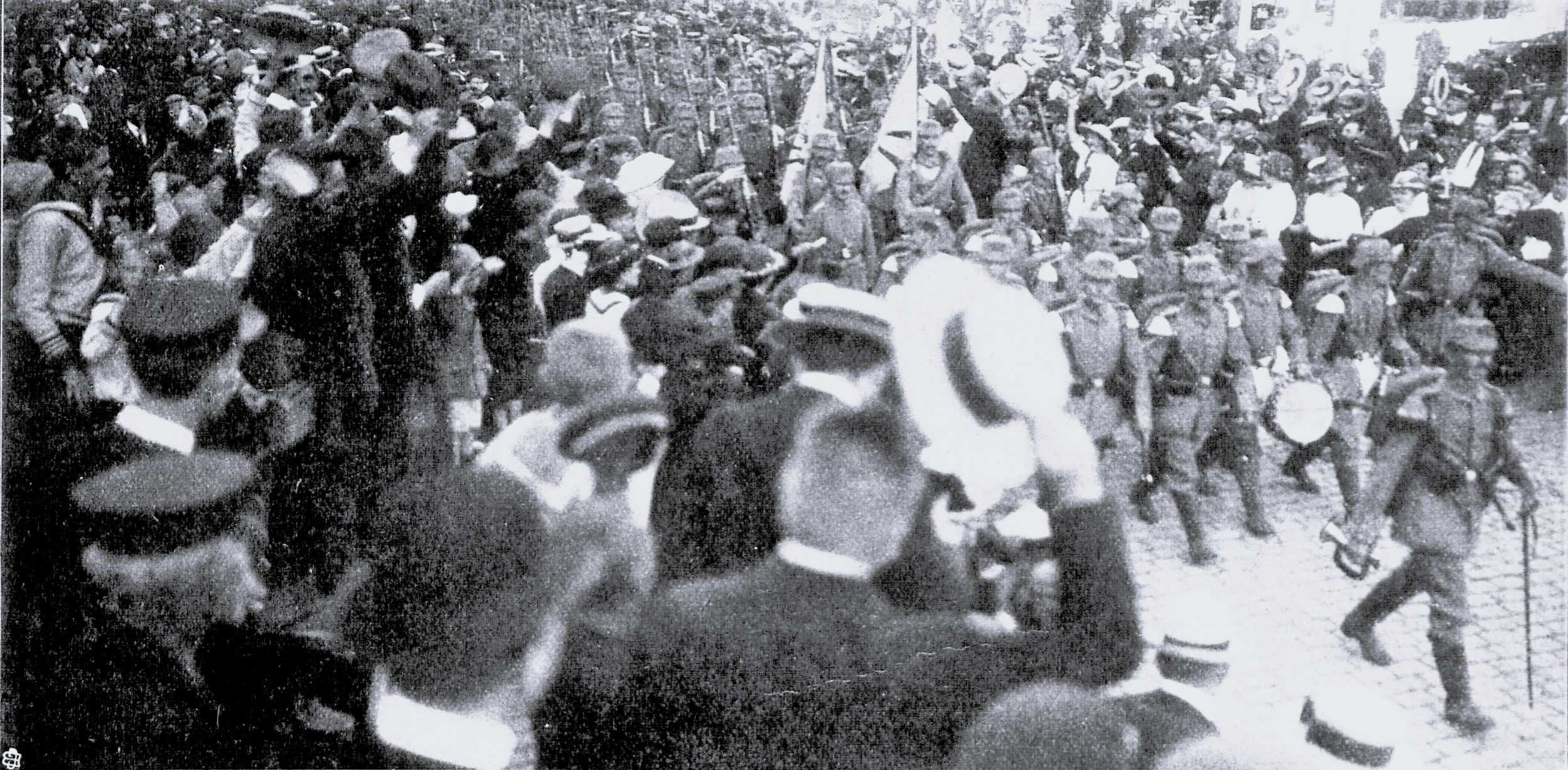
Német katonákat köszöntenek Lübeckben a frontra indulásuk előtt 1914-ben. Johann Plenge „1914 szelleme” alatt az első világháború kitörését üdvözlő német nemzeti egységet értette.

Hasonló politikai nézetek terjedtek Németországban az első világháború kitörése idején. Johann Plenge német szociológus a „nemzeti szocializmus” felemelkedéséről beszélt, és „1914 szellemével” hadat üzent a francia forradalom eszméinek, azaz „1789 szellemének”. Plenge szerint 1789 káros eszméi magukban foglalták az emberi jogokat, a demokráciát, az individualizmust és a liberalizmust, ezzel szemben „1914 szelleme” a fegyelem, a kötelességérzet, a jog és a rend német eszméit tartalmazza. Álláspontja szerint a „népközösség” (volksgemeinschaft) eszméjének kell helyettesítenie az osztálykülönbségeket, elvtársak helyett „fajtársaknak” kell összefognia egy szocialista társadalom építése érdekében, mindenkinek támogatni kell a „proletár Németország” harcát a „kapitalista Nagy-Britannia” ellen. Az általa favorizált „nemzeti szocializmus” egy állami szocializmus, ami elveti a „korlátlan egyéni szabadságot” és egy olyan gazdaság mellett szállt síkra, ami az állam irányítása alatt, szemben a kapitalizmussal, egész Németország érdekeit szolgálja, és biztosítja a gazdaság nagyobb hatékonyságát. Az általa ajánlott nemzeti szocializmus társadalmát egy tekintélyuralmi alapon működő hatalmi elit kormányozza, hierarchikusan felépülő technokrata államban.
A fasiszták úgy tekintettek az első világháborúra, mint ami forradalmi változásokat hoz maga a háború, valamint a társadalom, az állam és a technológia természetében. A „totális háború”, a tömegmozgósítás megszünteti a különbséget a lakosság és a katonák között, mivel minden civil bekapcsolódik valamilyen formában a haditermelésbe, és így „katona-polgárrá” válik. A világháború megerősítette az államok szerepét, amelyek képesek voltak a lakosság millióit mozgósítani és a frontokra küldeni, a gazdaságot háborús termelésre átállítani és mélyen beavatkozni az emberek mindennapi életébe a hátországban. Úgy fogták fel a fegyverzetek technológiai fejlődését, az állam totális mozgósítási képességeit, mint egy új éra kezdetét, amikor az állami hatalom egyesül a tömegmozgalommal, egy mozgósító erejű közös eszme révén, amely győzedelmeskedik a „haladás mítosza” valamint a liberalizmus felett.

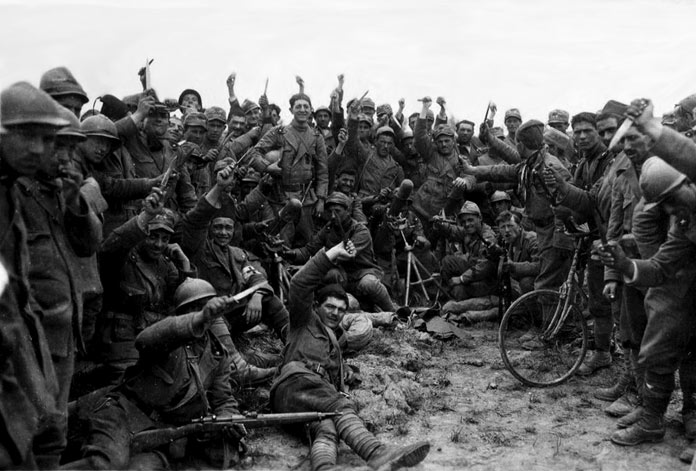
Olasz arditi csoport tagjai, jelképüket, a tőrt felmutatva.

Nagy hatással volt a fasizmus fejlődésére a Lenin vezette 1917-es októberi orosz forradalom. 1917-ben Mussolini a Fasci d'Azione Rivoluzionaria vezetőjeként még dicsérte az októberi forradalmat, később azonban már csalódott Leninben, és csak Miklós cár utódjának tartotta. Az első világháború után a fasiszták már következetesen antimarxista álláspontokat vallottak. Mindazonáltal a bolsevizmus és a fasizmus között vannak ideológiai hasonlóságok: mindkét eszmerendszer forradalmi retorikát alkalmaz, hisz az elitek élcsapat-szerepében, megveti a polgári értékeket, és mindkettőnek totalitárius ambíciói vannak. A gyakorlatban a fasizmus és a bolsevizmus egyformán hangsúlyozta a „proletár nemzet” elméletét, a forradalmi akció, az egypártrendszer és a párt-hadsereg fontosságát.
A háborút ellenző marxisták és háború-párti fasiszták közötti ellentétek kibékíthetetlenné váltak a háború végére. A fasiszták végleg antimarxistaként és antikommunistaként határozták meg magukat. Benito Mussolini 1919-re megszilárdította ellenőrzését az olasz fasiszta mozgalom felett, és a szocializmussal kapcsolatban kifejtette:

„Hadat üzenünk a szocializmusnak, nem azért mert szocializmus, hanem mert ellenzi a nacionalizmust. Bár lehet vitatni azt, hogy mi is a szocializmus, mi a programja, mi a taktikája, egy dolog biztos: a hivatalos Olasz Szocialista Párt reakciós és teljesen konzervatív. Ha nézetei uralomra jutnának, túlélésünk a mai világban lehetetlenné válna.”

1919. június 6-án Alceste De Ambris és a futurizmus mozgalmának vezetője, Filippo Tommaso Marinetti közzétették a Fasiszta kiáltványt (Il manifesto dei fasci italiani di combattimento) azaz az „Olasz harci szövetségek kiáltványát” az Il Popolo d'Italia nevű fasiszta újságban. A manifesztum síkraszállt az általános választójogért férfiak nők számára egyaránt (az utóbbi csak 1925-ben valósult meg, akkor is csak részben, egyidejűleg azzal, hogy minden ellenzéki pártot feloszlattak); megfogalmazta a korporativizmus bevezetésének szükségességét, ami szakmai alapon szervezte volna a társadalmat a szakszervezetek és a politikai pártok helyett, valamint követelte a az olasz parlament felsőháznak, a szenátusnak az eltörlését. A kiáltvány támogatta a nyolcórás munkaidő és a minimálbér bevezetését, a nyugdíjkorhatár leszállítását 65-ről 55 évre, erősen progresszív adózást, az egyházi vagyonok elkobzását, és egy sor más társadalmi reformot.

Fiume lakosai üdvözlik Gabriele d’Annunzio és feketeinges rohamosztagosai bevonulását a városba

Az olasz fasiszta mozgalmat erősen befolyásolta az olasz nacionalista költő, Gabriele d’Annunzio akciója, aki egy rohamosztagos különítmény élén elfoglalta a békeszerződés által önálló városként meghatározott Fiume városát és ott olasz közigazgatást (Carnarói Olasz Kormányzóság) hozott létre.
1919-ben és 1920-ban a baloldali munkásmozgalom Olaszországban erősen fellendült, hatalmas sztrájkok követték egymást az ipari városokban, vidéken pedig a nagybirtokokon erőszakos földfoglalásokra került sor, ezért is nevezi ezeket az éveket az olasz történetírás „vörös éveknek”. Mussolini és fasiszta rohamcsapatai ebben a helyzetben az ipari burzsoázia oldalára álltak a sztrájkoló munkásokkal és az agrárproletárokkal szemben. A jobboldali polgári pártokkal szövetségben léptek fel az Olasz Szocialista Párt és a baloldali szakszervezetek ellen.
A konzervatív politikai pártokkal való együttműködés érdekében a fasiszták jelentős változtatásokat vittek politikai programjukba: mérsékelték populizmusukat, felhagytak a köztársasági és antiklerikális jelszavak hangoztatásával. Elfogadták a szabad tőkés vállalkozás elvét, a római katolikus egyház társadalmi szerepét, a monarchia intézményét. Hangoztatni kezdték az olyan konzervatív értékeket, mint a család szerepének fontosságát, beleértve a fellépést a nők munkavállalásának korlátozása, az anya-szerep erősítése mellett. 1926-ra betiltották a fogamzásgátlás propagálását és emelték az abortusz miatti büntetési tételeket. Mielőtt a fasizmus a politikai jobboldalra orientálódott volna, csak egy kis, észak-itáliai városi mozgalom volt, körülbelül ezer taggal. A jobboldali pártokkal és a konzervatív erőkkel kötött szövetsége után taglétszáma fellendült és 1921-re elérte a 250 000 főt.
1922-től kezdve a fasiszta paramilitáris egységek fokozták „harci” tevékenységüket, megtámadták a szocialista irodákat, vezető személyiségeket. A hatóságok részéről kevés ellenállásba ütköztek, és így néhány észak-olaszországi várost teljes mértékben ellenőrzésük alá vontak. Cremonában nem csak a szocialista, hanem a kereszténydemokrata szakszervezetek irodáit is elfoglalták. Trento és Bolzano német nyelvű lakossága ellen olaszosítási kampányokat kezdtek.

#### Fasiszta hatalomátvétel Olaszországban
Ilyen előzmények után került sor a Menetelés Rómába (Marcia su Roma) ismertté vált fasiszta akcióra, amelynek révén 1922 októberének végén a feketeingesek fenyegető fellépése nyomán III. Viktor Emánuel olasz király Mussolinit bízta meg kormányalakítással.
Mussolini koalíciós kormány alakítására kényszerült, mert nem volt többsége a parlamentben. Kormánya eredetileg liberális gazdaságpolitikát folytatott Alberto De Stefani pénzügyminiszter irányításával. A költségvetés hiányát az állami alkalmazottak számának radikális csökkentésével kezelte.
A fasiszták hatalmuk bebetonozását az úgynevezett „Acerbo törvény” elfogadásával kezdték meg, ami kétharmados parlamenti többséget biztosított a legtöbb szavazatot szerző pártnak, ha az megszerezte a szavazatok legalább 25%-át. A következő választásokon a fasiszta aktivisták erőszakos kampánya, a választók zaklatása révén sikerült is elérniük ezt az eredményt. A választások után a fasiszták elrabolták és meggyilkolták Giacomo Matteotti szocialista képviselőt, ami nagy botrányt váltott ki. A liberálisok és a baloldaliak tiltakozásul kivonultak a parlamentből. Mussolini 1925 januárjában a fasiszta többségű parlament előtt vállalta a politikai felelősséget a gyilkosságért, kijelentve, hogy az helyes cselekedet volt. Diktátornak nyilvánította magát és feloszlatta a parlamentet. 1925 decemberében rendeletben rögzítették, hogy Mussolini egyedül felelős a királynak a kormányzati munkáért. Az ellenzéki képviselőket kizárták a parlamentből, bevezették a cenzúrát.
1929-ben a fasiszta rezsim megszerezte a katolikus egyház politikai támogatását, anyagi ellenszolgáltatásokért cserébe, a lateráni egyezmény megkötése révén.
A fasiszta kormányzat már 1929-ben bevezette a korporatív gazdasági rendszert. Ennek lényege az volt, hogy az osztályellentétek „felszámolása” érdekében állami keretekben hoztak létre felülről irányított munkaadói és szakmai szervezeteket és csak ezeket ismerték el a munkások, alkalmazottak képviselőinek. Létrehozták a Korporációk Minisztériumát, ami az olasz gazdasági életet 22 korporációba, kamarai jellegű intézménybe szervezte. Betiltották a sztrájkokat és a munkaadók általi munkáskizárásokat. 1927-ben létrehozták a munkaügyi chartát, ami szabályozta a munkások jogait és kötelességeit és létrehozta a munkaügyi bíróságok rendszerét a munkáltatók és a dolgozók közötti viták rendezésére. A korporációk az állam és a fasiszta párt közvetlen ellenőrzése alatt tevékenykedhettek.

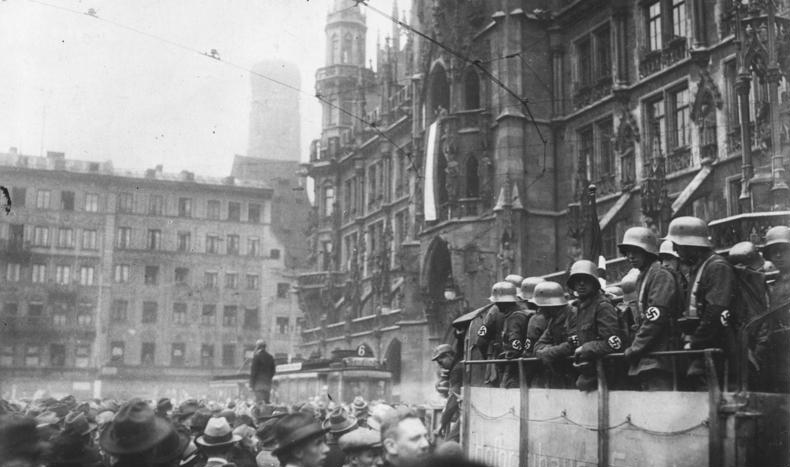
Nácik Münchenben a sörpuccs idején

A Marcia su Roma nagy nemzetközi visszhangot váltott ki. Adolf Hitler élénk figyelemmel kísérte az olasz fejleményeket, és alig egy hónappal ezután megkezdte mozgalmának átformálását az ottani tapasztalatok szerint. 1923 novemberében konkrétan a római menetelés mintájára megszervezték saját puccskísérletüket, a müncheni sörpuccsot, ami azonban egyelőre kudarcba fulladt.

##### Olasz hódító törekvések
Olaszország már az 1920-as években agresszív külpolitikát folytatott azzal a céllal, hogy az Adriát olasz beltengerré változtassa. Megtámadta Korfu görög szigetet, háborút tervezett Törökország és Jugoszlávia ellen, Albániát pedig de facto olasz protektorátussá tette 1927-re. A líbiai olasz gyarmaton kitört felkelésre válaszul felhagytak a helyi vezetőkkel való együttműködés politikájával és a faji felsőbbrendűségre hivatkozva elnyomó rendszert vezettek be. 15 millió olasz letelepítését tervezték Líbiában. Céljaik elérése érdekében hadjáratot indítottak, tömeggyilkosságokat hajtottak végre, koncentrációs táborokat üzemeltettek. Etnikai tisztogatást folytattak Cyrenaica területén, mintegy 100 000 beduint, az ottani lakosság felét arra kényszerítve, hogy elhagyják a területet, átadva helyüket az olasz bevándorlóknak.

#### Fasiszta tendenciák, mozgalmak, személyiségek Európa és a világ más országaiban
Fasiszta jellegű mozgalmak kaptak lábra számos más országban is. 1932-ben Gömbös Gyula lett a miniszterelnök Magyarországon, és felerősítette az irredenta területi követeléseit az ország szomszédaival szemben. 1933 után Romániában fellendült a fasiszta Vasgárda támogatottsága, és a kormányba is bejutottak képviselői. A Vasgárda gyilkolta meg Ion Duca miniszterelnököt. 1934 februárjában került sor Franciaországban a Dreyfus-ügy óta a legsúlyosabb belpolitikai viharra, amikor szélsőjobboldali mozgalmak kormányellenes felkelést indítottak. Görögországban, Litvániában, Lengyelországban és Jugoszláviában is fasisztoid mozgalmak jutottak hatalomra vagy annak közelébe.

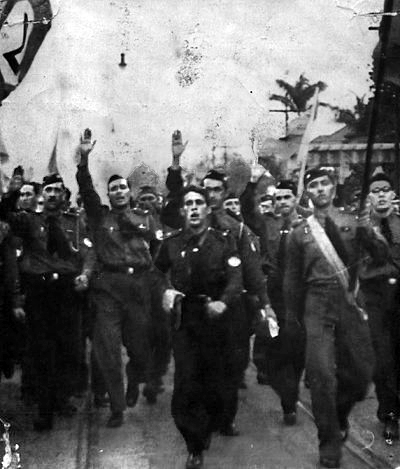
Integralisták menetelése Brazíliában

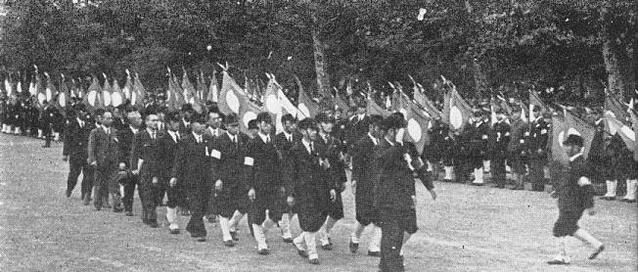
A „Nagy Japán Ifjúsági Párt” gyűlése 1940-ben

Dél-Amerikában is akadtak követői az európai fasizmusnak. A Plínio Salgado vezette brazil integralisták állításuk szerint 200 000 követővel rendelkeztek, de puccskísérletüket Getúlio Vargas leverte 1937-ben. Chilében is a parlamentbe jutott a Chilei Nemzetiszocialista Mozgalom az 1930-as években. Az ő puccskísérletüket is véresen leverték 1938-ban.

#### Adolf Hitler és a nemzetiszocializmus hatalomra jutása Németországban
Az 1929-33-as nagy gazdasági világválság nyomán a fasizmus számos országban előretört. Több új szélsőjobboldali rendszer került hatalomra, amelyek fasiszta politikát folytattak. A legfontosabb ezek közül az Adolf Hitler vezette nemzetiszocialista Németország volt. Kancellárrá választása után megszüntette az országban a demokráciát, és háborús pályára állította az országot. Területi követeléseket támasztott egy sor országgal, például Csehszlovákiával és Lengyelországgal szemben. Fő ellenségeként a Szovjetuniót jelölte meg. Az 1930-as években fokozatosan rasszista diszkriminációt vezetett be a zsidók és más kisebbségek ellen.

### A fasizmus nemzetközi előretörése és a második világháború (1929–45)
Az 1929-33-as gazdasági világválság idején Mussolini az aktív állami beavatkozás híve volt a gazdaság terén. Támadta az általa dekadensnek, hanyatlónak nevezett „szuperkapitalizmust” azaz a kor nemzetközi tőkés gazdasági rendszerét. Bírálta a fogyasztói társadalmat amely szerinte egyformára alakítja az embereket. A fasiszta olasz kormányzat létrehozott egy állami óriás-konszernt, (Istituto per la Ricostruzione Industriale, IRI), ami állami támogatást nyújtott a megingó magánvállalatoknak. Az IRI a válság után is állandó állami intézmény maradt, azzal a céllal, hogy biztosítsa Olaszország gazdasági önellátását. Jogában állt a magáncégek átvétele is termelésük maximalizálása érdekében. Hivatalos termelési kartellek jöttek létre, védővámokat vezettek be, valutakorlátozásokat alkalmaztak, és részletekbe menően szabályozták a gazdaságot a fizetési mérleg egyensúlyba hozása érdekében. Az olasz gazdaság azonban az erőfeszítések ellenére képtelen volt az önellátás megteremtésére. A náci Németország szintén önellátásra és a hadigazdálkodás bevezetésére vett irányt. Az importfüggőség csökkentése, felszámolása érdekében például a hazai gyengébb minőségű vasérc feldolgozására tértek át az import helyett.
A fasiszta Olaszország és a náci Németország a 30-as években egyre fokozták területi követeléseiket, ami végül is a második világháború kitöréséhez vezetett. Mussolini a Földköz-tenger ellenőrzésére törekedett, szabad kijárással az Atlanti-óceánra és az olasz „élettér” (spazio vitale) biztosításával a Mediterráneumban és a Vörös-tenger medencéjében. Hitler a német nép számára szükséges „életteret” (Lebensraum) Kelet-Európában, főleg a Szovjetunió területeinek gyarmatosításával tervezte megszerezni.

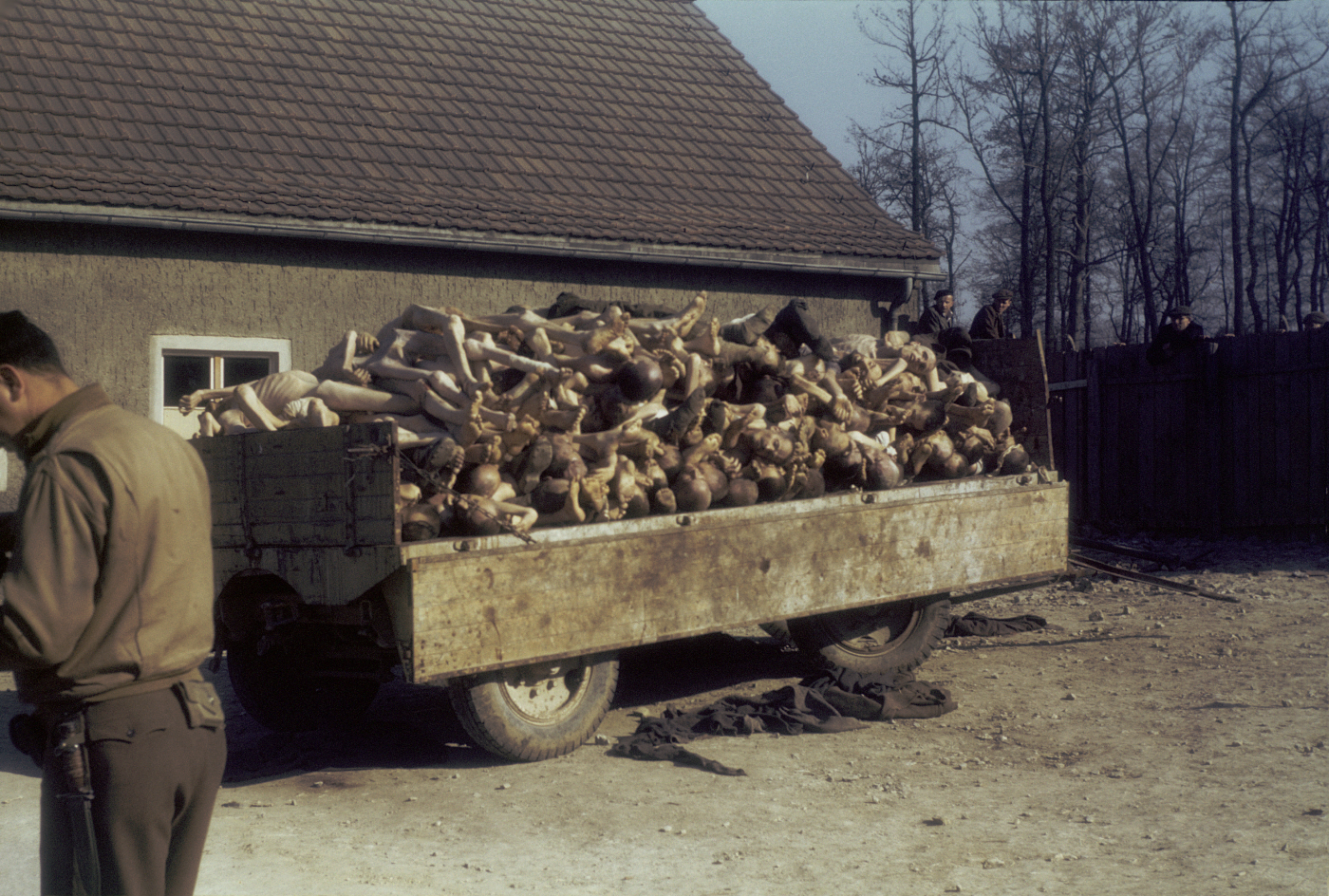
Buchenwaldi áldozatok

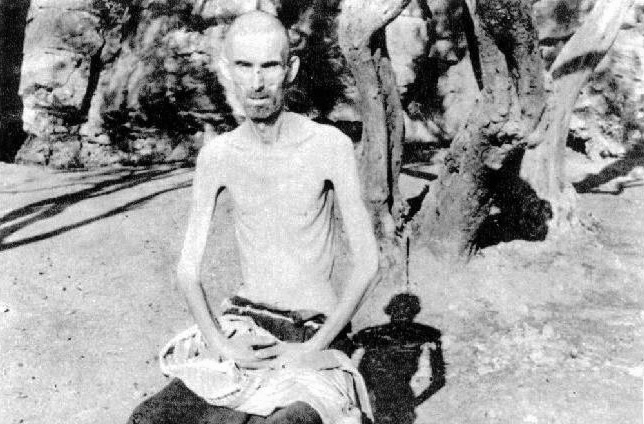
A Rab-szigeti olasz koncentrációs tábor foglya

Olaszország 1935-ben megtámadta Etiópiát. A Népszövetség elítélte az agressziót és szankciókat vezetett be Róma ellen. 1936-ban Németország a békeszerződés tiltása dacára újra-militarizálta a Rajna-vidéket. 1938-ban Németország annektálta Ausztriát (Anschluss), majd a müncheni egyezményben szabad kezet kapott Angliától és Franciaországtól a Csehszlovákia elleni területi igényei kielégítéséhez, azzal, hogy ezek Németország utolsó ilyen követelései. Hitler azonban nem megegyezést, hanem háborút akart, Németország egész gazdasága és hadereje háborús pályára volt állítva. Hamarosan megszegte a müncheni egyezményt és megszállta, majd feldarabolta Csehszlovákiát. Olaszország ezzel egy időben a gyarmatokon követelt területi engedményeket Angliától és Franciaországtól. 1939-ben Németország Lengyelországtól követelt területi engedményeket újabb utolsó igényként, de Varsó elutasította ezt.
Lengyelország megtámadása 1939. szeptember elsején bebizonyította Anglia és Franciaország számára, hogy hiábavaló a Hitlerrel való megegyezésre törekedni. Kitört a második világháború. 1940-ben, miután Franciaország meggyengült a német támadás csapásai alatt, Mussolini is belépett a háborúba francia területi engedményeket követelve. Afrikában pedig Mussolini a brit uralom alatt lévő Egyiptom megtámadását tervezte a Líbiától Etiópiáig tervezett afrikai gyarmatbirodalma kiépítése érdekében.
A villámháborús tervek azonban kudarcot vallottak, a háború elhúzódott. A tengelyhatalmak egyelőre még folytatták előretörésüket. 1941 júniusában Németország megtámadta a Szovjetuniót a Barbarossa-tervnek megfelelően. Az agresszióba szövetségesei, sőt Franco „semleges” Spanyolországa is bekapcsolódott. Hamarosan az európai kontinens túlnyomó része a tengelyhatalmak ellenőrzése alá került.
A második világháború idején a tengelyhatalmak, a náci Németország vezetésével szisztematikus népirtást hajtottak végre Európában a zsidók, lengyelek, cigányok és más népcsoportok ellen. Ázsiában Japán főleg Kínában hajtott végre tömegmészárlásokat.
1942-től a tengelyhatalmak kezdtek katonai kudarcokat elszenvedni. Olaszország hamarosan Németország intenzív katonai támogatására szorult. A szövetségesek itáliai partraszállása után Mussolinit a király leváltotta és letartóztatták. A németek ugyan még kiszabadították, és az általuk megszállt területeken létrejött az Olasz Szociális Köztársaság elnevezésű bábállam, de ez nem változtatott a tengelyhatalmak katonai hanyatlásán. 1943 és 1945 között Németország sorozatos súlyos katonai vereségeket szenvedett a szovjet és a nyugati frontokon egyaránt.
1945. április 28-án olasz partizánok elfogták és kivégezték Mussolinit. Hitler két nappal később lett öngyilkos berlini bunkerében. A győztes szövetségesek teljesen felszámolták a fasiszta rendszereket Olaszországban és Németországban egyaránt, illetve a befolyási övezetükhöz tartozó kisebb országokban kialakult fasiszta jellegű mozgalmakat is. A náci háborús bűnösöket Nürnbergben, szövetségeseiket, a fasizmus kritériumainak egyébként nem megfeleltethető japánokat pedig Tokióban állították nemzetközi bíróság elé.

### A második világháború után

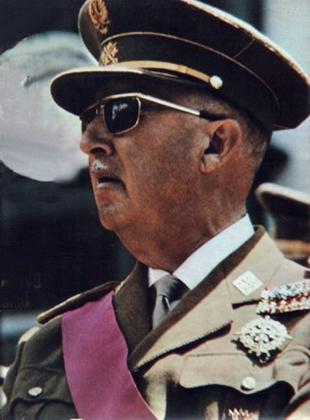
Francisco Franco, Spanyolország fasiszta jellegű diktátora (Caudillo) 1939-1975 között

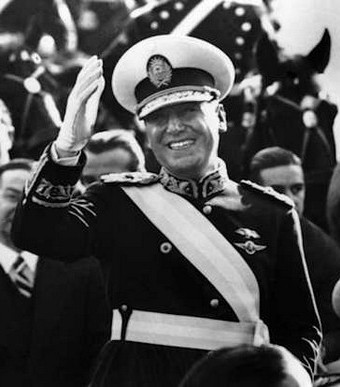
Juan Domingo Perón, Argentína elnöke 1946–1955 és 1973–1974 között.

A második világháború és az európai fasiszta rendszerek szétzúzása után is fennmaradt néhány országban olyan rendszer, ami bizonyos vonásaiban közel állt a fasizmushoz, annak ellenére, hogy egyikük sem tekinthető klasszikus értelemben vett fasiszta rendszernek. Míg az 1970-es években az újbaloldali elméleti kutatók egy része Perón és Salazar mellett már De Gaulle-t is a fasizmushoz közel helyezte el nacionalizmusa miatt az ideológiai skálán, addig a jobboldali irányzatú politológusok éppen a balos radikális értelmiségben valamint a kolonializmus alól felszabadult országok radikális tekintélyuralmi rendszereiben keresték a fasiszta vonásokat.
Francisco Franco falangista egypárti állama Spanyolországban a második világháború alatt hivatalosan semleges maradt és így túlélte a tengelyhatalmak összeomlását annak ellenére, hogy Franco hatalomra kerülését a spanyol polgárháborúban aktívan támogatta Adolf Hitler és Benito Mussolini. Franco önkénteseket is küldött a Szovjetunió ellen a németek támadása idején. A hidegháború idején azonban a nyugati hatalmak a fő ellenséget a Szovjetunióban látták, ezért normalizálták kapcsolataikat Franco Spanyolországával. Franco halála után azonban támogatták a spanyol demokratizálás folyamatát, aminek egyik fontos eszköze volt az ország közelítése az Európai Gazdasági Közösségbe, az Európai Unió előd-szervezetébe.
A peronizmusra, Juan Domingo Perón argentin elnök (1946–1955) és (1973–1974) rendszerére is erősen hatott a fasizmus. Perón hatalomra kerülés előtt, 1939 és 1941 között, Mussolini fasiszta rendszerének nagy csodálója és később gazdaságpolitikáját is annak alapján alakította ki.
A fasiszta ideológia nagy befolyást gyakorolt az arab Baasz Párt alapítóira is. A Baasz Párt ideológiája elsősorban arab nacionalista jellegű volt, ami minden arabok lakta föld egy államba történő egyesítését tűzte maga elé. Zaki al-Arsuzi, az egyik alapító sokat merített az olasz fasizmus és a nácizmus ideológiájából egyaránt. A Baasz Párt Szíriában és Irakban hatalomra került különböző szárnyai radikális tekintélyuralmi egypárti diktatúrákat építettek ki. A Baasz mozgalom emellett Nyugat-ellenessége miatt a hidegháborúban a Szovjetunió oldalára állt és átvett bizonyos szovjet struktúrákat és módszereket is, annak ellenére, hogy mindeközben kegyetlenül üldözte a helyi kommunistákat. A fasiszta rendszerekhez hasonlóan erősen militarizálták a társadalmat, valamint a vezetőik köré erős személyi kultuszt építettek ki.
Irak Szaddám Huszein vezetése alatt egy sor olyan fasiszta típusú „technikát” alkalmazott, mint az etnikai tisztogatás, nemzeti kisebbségek likvidálása, expanzionista háború Irán és Kuvait ellen. A Baasz Pártra jellemző pánarab nacionalizmust fokozatosan felcserélte az iraki nacionalizmussal és egyre inkább az ókori mezopotámiai birodalmakra vezette vissza rendszere gyökereit. Az antiszemitizmus mellett nyíltan folytatta az iráni nép elleni gyűlöletkeltést is, propagálva az olyan műveket, mint Khairallah Talfah 1940-ben megjelent Az a három, amit Istennek nem lett volna szabad megteremtenie: a perzsák, a zsidók és legyek című könyvét, és más hasonló irományokat, amelyek az Irak elleni „zsidó-perzsa összeesküvést” az ókorba is visszavezették. Stanley Payne, a fasizmus elismert kutatója jelentette ki Szaddam Husszein rendszeréről, hogy „valószínűleg soha nem lesz egy új Harmadik Birodalom, de Szaddam Husszein közelebb jutott ehhez, mint bármely más diktátor 1945 óta”.

## A fasiszta ideológia fő tételei

### Nacionalizmus, rasszizmus
A fasizmus ideológiájának egyik alaptétele a nacionalizmus. A fasiszta szemlélet a nemzetet egyetlen szerves egységnek tekinti, amely a származás alapján köti össze az embereket és a társadalom természetes összefogó ereje. A fasizmus az aktuális gazdasági, politikai, szociális problémákat a nemzeti újjászületés révén kívánja megoldani, ápolja az egység, az erő, a „faji” tisztaság kultuszát. Az európai fasiszta mozgalmak tipikusan nyílt rasszisták, amennyiben a nem-európai embercsoportokat alsóbbrendűeknek tekintik. Ezen túl azonban az európai fasiszták nem alakítottak ki közösen elfogadott fajelméletet, annál is inkább, mivel ennek kidolgozása során óhatatlanul összeütközésbe kerültek volna egymással.

### Totalitarizmus
A fasizmus alapvető fontosságúnak tartja a totális állam megteremtését. A „Fasizmus doktrínája” kifejti, hogy a fasiszta állam koncepciója mindent átfogó: rajta kívül nem létezhetnek emberi és szellemi értékek. „A totális állam jogi alapja” című művében Carl Schmitt nemzetiszocialista ideológus megfogalmazta, hogy a céljuk az erős állam, amely garantálja a társadalom minden különbözősége felett átívelő totális politikai egységet, annak érdekében, hogy megszüntessék a „német népet széttépő katasztrofális pluralizmust”.
A fasiszta államok a társadalmi indoktrináció, azaz az államilag fontosnak tartott elveknek a propaganda és az oktatás révén történő sulykolása révén igyekeztek egységesíteni a tömegek gondolkodását. A közoktatás minden fokán dicsőítették a fasiszta mozgalmat és a nemzetet, az állam iránti engedelmességre nevelték a fiatalokat. A fasiszta elvektől eltérő álláspontokat szigorúan üldözték.

### „Harmadik utas” gazdaságpolitika
A fasizmus az államilag ellenőrzött tőkés gazdálkodást preferálja, elfogadja a termelőeszközök állami és a magántulajdon bizonyos keverékét. A fasiszta állam alkalmazza az állami szintű gazdasági tervezést, elfogadja a profit hajtóerejét, de az egyéni vállalkozások gazdasági sikerét attól teszi függővé, hogy mennyire azonosítják magukat az állam által kitűzött célokkal.
A fasizmus önképe szerint harmadik utat képvisel a gazdaságpolitika terén a kapitalizmus és a marxizmus között, melyeket elavultnak bélyegez meg. Benito Mussolini erről a harmadik útról 1940-ben, Olaszország hadba lépésekor a következőképpen nyilatkozott:

„Ennek a konfliktusnak nem szabad felszámolnia azokat az eredményeket, amelyeket az elmúlt tizennyolc év alatt elértünk, és különösen nem szabad kioltani a reményt a fasizmus által a kapitalista rabszolgaság és a marxista káosz között őrlődő emberiségnek ajánlott harmadik útra vonatkozóan”

– Benito Mussolini, 1940.

A fasizmus elfogadja az anyagi gazdagság és a hatalom fontosságát, de elítéli az általa a kapitalizmusnak és a kommunizmusnak egyaránt tulajdonított, az „anyagiasság” értelmében használt materializmust, amit elsősorban a szellemi erő szerepének el nem ismerése miatt bírál. A fasizmus a kapitalizmusból elfogadja a gazdasági versenyt, a magántulajdont, de bírálja annak individualizmusát, az állítólagos burzsoá dekadenciát, nemzeti közömbösséget. A fasizmus a marxizmust elsősorban internacionalista osztályszemlélete miatt támadja, mert azt a nemzeti szolidaritás érzelmi és szellemi kötelékei elleni támadásnak értékeli.
A fasizmus a nemzeten belül fel kívánja számolni az osztályellentéteket a nemzeti egység érdekében. Nemzetközi téren úgy tartja, hogy létezik igazi konfliktus a „proletár nemzetek” és a „burzsoá nemzetek” között.
Benito Mussolini „szociális forradalmat” ígért, ami újjáteremti az olasz nemzetet. Az olasz fasizmusból elsősorban a középosztály és az alsó középosztály profitált, amelynek tagjai munkahelyekhez jutottak az elképesztően felduzzasztott állami bürokráciában, ami csak 1930-ban félmilliósról egymilliósra növekedett. Az egészségügyi és jóléti kiadások az olasz költségvetés 7%-áról 20%-ra emelkedtek 1930 és 1940 között.
A fasiszta Olaszország egy nagy jóléti kezdeményezése volt a nemzeti szabadidős program, az Opera Nazionale Dopolavoro (OND), amit 1925-ben indítottak el. A program keretében 11 000 sportpályát, több mint 6400 könyvtárat, 800 mozit, 1200 színházat, és 2000 fölötti számú zenekart hoztak létre. A tagság önkéntes és „politika-mentes” volt, ezért becslések szerint 1936-ra az OND a bérből és fizetésből élők 80%-át fogta át, egy 1939-es adat szerint pedig az ipari munkásság 40%-át. Az OND tagsága volt a legmagasabb az összes olasz fasiszta szervezet közül.
A Dopolavoro sikere nyomán a náci Németország is létrehozta hasonló szervezetét Kraft durch Freude (KdF) („Erő az örömön át”) néven, A nemzetiszocialista kormányzat hivatalos munkásszervezete, a Német Munkafront révén. Ez a program még népszerűbb lett, mint az olasz mintája. A KdF államilag támogatott nyaralást is biztosított a német munkásoknak. Hasonló célokat szolgált az olcsó Volkswagen, a népautó megalkotása, aminek a célja az volt, hogy minden német polgár birtokolhasson gépkocsit.
A jóléti programokkal ellentétben a fasiszták nem pártolták a társadalom leggyengébb csoportjainak a szociális támogatását, mert az nem volt összeegyeztethető szociáldarwinista elveikkel. Hitler maga is erősen ellenezte az egyenlősítő törekvéseket és a gyengék támogatását, mert ezt veszélyesnek tartotta a „nemzet egészségére” nézve.

### Közvetlen akció
A fasizmus alapvető fontosságúnak tartja a társadalmi-politikai közvetlen akciót, beleértve a politikai erőszak alkalmazását is. A fasizmus a közvetlen akciót a folyamatos politikai harc szükségszerű formájának tekinti.
A közvetlen akció támogatása a fasizmus által szorosan összefügg a szociáldarwinizmus alkalmazásával. A fasiszta teoretikusok szerint az egészséges nemzeteknek és fajoknak folyamatosan meg kell tisztítaniuk magukat a társadalmilag vagy biológiailag leromlott, degenerált tagjaiktól, és támogatniuk kell az erőseket, hogy még erősebbek legyenek a nemzet és a faj érdekében folytatott világméretű küzdelemben.

### Életkor és társadalmi nemi szerepek
A fasizmus az ifjúság társadalmi szerepét hangsúlyozza, mind biológiai, mind szellemi értelemben. Az olasz fasiszták himnusza az „Ifjúság” (Giovenezza) című dal volt.
Az olasz fasiszták nagy súlyt helyeztek az ifjúság általuk „erkölcsi higiéniának” nevezett kötelességeire, különösen ami a szexuális erkölcsöt illeti. A fasizmus elítélte a pornográfiát, a születésszabályozást, a homoszexualitást és a prostitúciót, bár az ezeket büntető törvények alkalmazása nem volt igazán szigorú vagy következetes.
Mussolini a nők szerepét elsősorban a gyermekszülésben látta, míg a férfiakat harcosoknak tekintette. Kijelentette, hogy a háború azt jelenti a férfiak számára, mint az anyaság a nőknek. A születési arány növelése érdekében az olasz fasiszta kormány anyagilag ösztönözte a nagy családokat nevelő anyákat, és foglalkoztatáspolitikájában igyekezett csökkenteni a női munkavállalás arányát, és ezzel a munkanélküliséget. Az olasz fasiszták szerint a nőket az olasz nemzet újjátermelőiként kell tisztelni.
A német nemzetiszocialista kormányzat is erősen szorgalmazta, hogy a nők maradjanak otthon és szüljenek. A négynél több gyermeket szülő asszonyok számára kitüntetést adományoztak. A haditermelés mellett a nők „hazaküldése” is hozzájárult a munkanélküliség jelentős csökkentéséhez. A náci propaganda gyakran még a házasságon kívüli szülést is támogatta. A náci hatalom a háború előtti és alatti években hozzájárult a tradicionális szexuális erkölcsök leépüléséhez és a szabadosság terjedéséhez.
Az abortusz szigorúan tilos volt, ezt csak súlyos örökletes betegség vagy „fajtisztasági” okok miatt oldották fel. A nem-árják számára viszont gyakran kötelezővé tették az abortuszt az eugenika jegyében.
A nácik – a kezdeti engedékenység után, ami összefüggött az SA köreiben a hosszú kések éjszakájáig dívó homoszexualitással – keményen tiltották az azonos neműek közötti nemi vonzalmat, amit degeneráltnak, de gyógyíthatónak tartottak. A nyílt homoszexuálisokat a koncentrációs táborokba zárták.

### Újjászületés és modernizmus
A fasizmus nagy jelentőséget tulajdonított a modernizmusnak és a társadalmi újjászületés, a palingenézis elméletének. A fasiszták nemzetük újjászületését szerették volna elérni az általuk dekadensnek értékelt részei eltávolítása révén. A modernizmusnak azokat az elemeit fogadták el, amelyek a nemzeti újjászületés javára szolgálnak, míg az ezzel ellentétesnek értékelt tendenciákat szigorúan elvetették. Nagyra értékelték a modern technológiákat, különösen az erő, a sebesség és az erőszak összefüggéseit. Csodálták a 20. század elejének gazdasági vívmányait, Henry Ford és Frederick Taylor termelésirányítási módszereit. A fasiszta modernizmus hívei és képviselői között olyan különböző személyiségek is voltak, mint Filippo Tommaso Marinetti, Ernst Jünger, Gottfried Benn, Louis-Ferdinand Céline, Knut Hamsun, Ezra Pound és Wyndham Lewis.
A fasiszta modernizmus jellegzetes olaszországi alakja volt Marinetti, aki dicsőítette az újjászülető, palingenetikus modernista társadalmat és elítélte az olyan liberális-polgári értékeket, mint a hagyomány és a pszichologizálás. A nemzeti újjászületést harcias-technológiai alapon képzelte el. Németországban hasonló úton járt Jünger, akire nagy hatást gyakoroltak első világháborús tapasztalatai a technológiai hadviselésről, és aki szerint egy új társadalmi osztály jött létre a „munkás-harcosok” alakjában.Szerinte a jövő társadalma ilyen, a totális mozgósításra és harcra kész munkásokból áll majd.

## Fordítás
- Ez a szócikk részben vagy egészben a Fascism című angol Wikipédia-szócikk ezen változatának fordításán alapul.  Az eredeti cikk szerkesztőit annak laptörténete sorolja fel. Ez a jelzés csupán a megfogalmazás eredetét és a szerzői jogokat jelzi, nem szolgál a cikkben szereplő információk forrásmegjelöléseként.